# Антонов Ан-140
Антонов Ан-140 (укр. Антонов Ан-140, рус. Антонов Ан-140) је вишенаменски регионални двомоторни турбоелисни авион капацитета 52 путника. На бази овог авиона конструисана је теретна војна верзија Антонов Ан-140Т, носивости до 6 тона. Развијен је од стране компанија АНТК Антонов и Уједињене авиопроизводне корпорације, у време заједничке државе СССР, а први лет је обављен 17. септембара 1997. године. Намењен је да замени већ застареле Ан-24 и Антонов Ан-26 летелице. Ан-140 се производи у две главне производне линије, у фабрици авиона у Харкову и у фабрици Авиакор у Самари, а монтира се по лиценци и у фабрици авиона HESA у Шахиншахру у Ирану, као IrАn-140.

## Верзије
- АН-140Т (транспортни)

АН-140Т је лаки војни теретни авион, развијен на бази Ан-140-100. Ан-140т има задњи рампу за утовар / истовар терета и особља.У 2013. години, Авиакор је објавио прве испоруке Ан-140Т авиона руском Министарству одбране, који су заказани за 2017. годину као замена за текућу флоте од 300 Ан-24 и Ан-26 авиона руског ваздухопловства. Међутим, у 2014. години, заменик руског премијера за војно-индустријски комплекс, Дмитриј Рогозин, најавио је да Русија одустаје од АН-140т пројекта, због погоршања односа са Украјином и да ће наставити развој Иљушин Ил-112.
- Ан-140ТК (траспортни-конвертибилни)
- Ан-140 ВИП

Регионални авиона Ан-140 у ВИП-конфигурацији, дизајниран да носи до 30 путника у луксузно опремљеној кабини. (Путнички простор ваздухоплова може се поделити у две или три зоне -ексклузивни салон, опремљен са четири удобна седишта, и бизнис делу у којој има 26 стандардних седишта са стандардним пролазом.
- Ан-140-100

АН-140-100 авиона разликује од основне верзије већим распоном крила.  Може бити изграђена за цивилне, војне и специјалне намене: поморско извиђање и „ВОЈИН", геолошког истраживање и медицински транспорт.
- IrAn-140 је верзија лиценцно изграђена по пројекту Ан-140, који састављају НЕЅА у Шахиншахру у Ирану, од комплета које снабдева Антонов.[2] Од 2008. постојали су планови да се произведе поморска патролна варијанта (Иран-140МП) и теретни (Иран-140т). Планирана је производња 100 авиона укупно 20 од њих су се поруџбине иранске владе за потребе граничне патроле и надзор.[11] Дана 9. новембра 2010. године, током уводног говора на Киш аеромитингу, ирански министар транспорта изјавио је да је производња 14 ИрАн-140 авиона до сада завршена.[12] Првих шест је ушло у комерцијални употребу 19. фебруара 2011.[13] Али после авиокатастрофе лета 5915, сви авиони IrAn- 140 су приземљени из безбедносних разлога.[14][15]